# Ichneumon cyanops
Ichneumon cyanops là một loài tò vò trong họ Ichneumonidae.